# Sepik
Sepik je řeka na ostrově Nová Guinea. Protéká Papuou Novou Guineou a částečně také indonéskou provincií Papua.
Pramení v Pohoří Viktora Emanuela v nadmořské výšce 2170 m a vlévá se do Bismarckova moře. Největšími přítoky jsou Yuat a Keram. Řeka silně meandruje, je dlouhá 1126 km, i když vzdálenost od pramene k ústí je vzdušnou čarou jen 400 km. Povodí má rozlohu 80 000 km². Průměrný průtok v ústí Sepiku dosahuje 7000 m³/s. Řeka je splavná do vzdálenosti 480 km od ústí pro velké lodě a do vzdálenosti 900 km pro kánoe. V říční nivě se nacházejí stovky jezer. Podél řeky se nachází tropický deštný les a bažiny, roste zde ságovník a nypa cukrodárná. V oblasti žije krokodýl novoguinejský, orel harpyjovitý nebo kasuár jednolaločný.
Povodí je velmi řídce zalidněno, jediným městem je Angoram. Významným domorodým etnikem jsou Iatmulové. Pro obyvatele povodí Sepiku jsou charakteristické posvátné domy haus tambaran a dřevořezby v originálním stylu. Prvním Evropanem, který prozkoumal tok řeky, byl v roce 1885 Otto Finsch s lodí Samoa.
V době německé nadvlády se řeka jmenovala Kaiserin-Augusta-Fluss na počest císařovny Augusty Sasko-Výmarské.
Byl zveřejněn plán na stavbu hydroelektrárny, ochránci životního prostředí varují před zničením unikátního ekosystému.